# Port lotniczy Chmielnicki
Port lotniczy Chmielnicki (ukr.: Аеропорт „Хмельницький”, ang.: Khmelnytskyi Airport, kod IATA: HMJ, kod ICAO: UKLH) – port lotniczy w Chmielnickim, na Ukrainie. 
Obsługuje tylko małe linie lotnicze.